# 齐振杞

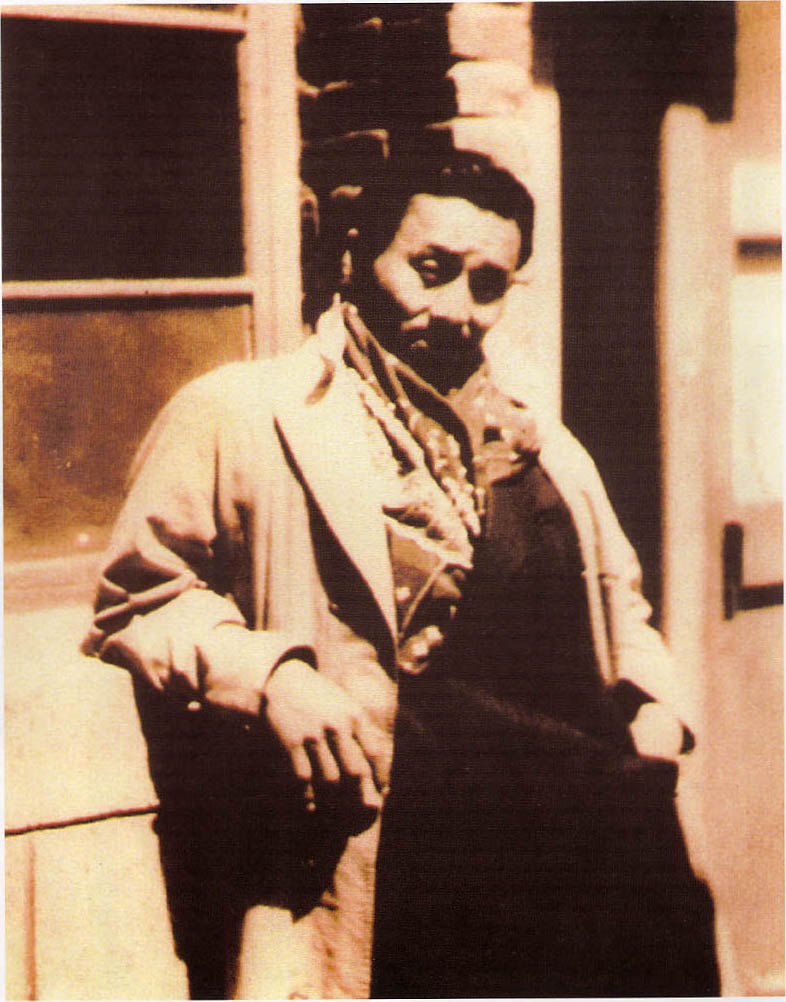
齐振杞

齐振杞（1916年—1948年6月24日），笔名齐人。直隶省密云县（今属北京市）人，中华民国画家。

## 生平
齐振杞1916年生于密云县巨各庄镇海子村的一户农家。其父为木匠，精通绘画、雕花。齐振杞自幼在村里念私塾，后入本地的白果寺小学学习。此后，考入通州男子师范学校，后又考上北京师范大学。
在北京师范大学学习期间，齐振杞参加了一二·九运动。1937年抗日战争爆发后，21岁的齐振杞投笔从戎，任陆军第十二军司令部上校秘书，与诗人臧克家等人从事抗日宣传工作。此后，齐振杞随军在河南、安徽、湖北等地抗日前线活动。
1942年夏，齐振杞来到重庆，结识了画家徐悲鸿。其在战地的画作使徐悲鸿十分惊奇，“觉其才思洋溢，勇气逾人”，评其作品“充满战争气氛，现实反映，非闭户造车者可比”。徐悲鸿当即将其留下，向重庆各界推荐齐振杞及其画作。1943年，中央文教基金董事会董事长朱家骅签下聘书，聘请齐振杞为徐悲鸿担任院长的中国美术学院助理研究员。1942年，重庆举办国际画展，齐振杞的四、五件作品被选中参展，受到美术界重视。
1944年，中国美术学院同仁在重庆国立图书馆举办画展。徐悲鸿记载：“弟从此时急起直追，初写磐溪附近景物，屡写嘉陵江上与江头人民生活，及抗日史实，后者虽未得若何成功，但证弟以收入之大部，佣致范人，宛转研究，锲而不舍。自三十三、三十四两年间即得可观之作品十余幅，虽在中大任教之名流中亦不多见也。”
1945年日本投降后，齐振杞辞去军职，随徐悲鸿来到北平的中央艺术专科学校任教。期间，他不断创作新画作，并为天津《益世报》编辑《艺术周刊》。在北平时期，他创作的油画有《东单小市》、《菜市》、《三轮车》、《煤渣养活了他们》、《东单食堂》、《百姓》、《煤车》。他曾画有数百幅反映运煤工的作品，但还自认为无满意之作。徐悲鸿见到后称：“如此精勤之艺术家，虽全世界列举之亦不多见，在中国诚为仅见而稀罕之人物也。”天津《大公报》记者张高峰在致徐悲鸿的一封信中说：“从关系方面听说，中共认为齐人是一位进步画家。” 
1947年5月20日，中共中央发动反饥饿、反内战的五二〇运动。以国立清华大学、国立北京大学为首的北平数十所大专院校的师生举行游行示威。请愿学生的代表到中南海，递交请愿书。齐振杞同其学生一起参加了游行示威。
1948年，徐悲鸿准备送齐振杞赴法国访问，行前几天，齐振杞发现自己便血，便去东交民巷的北平医院就诊，经该院外科主任杨静波（当时还兼任同仁医院和国军北平空军医院外科主任）确诊为内痔，要求住院进行手术。1948年6月15日，齐振杞从东单洋溢胡同的艺专宿舍来到东交民巷的北平医院，入住三等病房。6月17日，杨静波给齐振杞动了手术。术后第二天，齐振杞呕吐，小便困难，后病情日益严重。6月20日，齐振杞转入二等病房，此时他已两天无小便，而主治医生杨静波并不露面，不知去向。6月22日，齐振杞转入内科病房，病情更趋严重，内科大夫并未接手治疗，而是与外科扯皮。 6月24日，齐振杞逝世，享年32岁。

## 身后
齐振杞之死震动了艺专师生及北平的美术界，治丧及善后委员会随即成立，成员有徐悲鸿、叶浅予、吴作人、艾中信等几十位画家。治丧及善后委员会议决定办齐振杞遗作展览。同时，向北平地方法院起诉，控告杨静波等人玩忽职守、过失杀人，并附带民事赔偿。北平地方法院立案之后，6月25日对齐振杞的尸体进行解剖，发现左、右肾内有沉淀物，最终确定为肾结石尿毒症，此为杨静波玩忽职守、过失杀人的证据。
杨静波为了逃避罪责，先后拿法币六、七亿元贿赂数家大报记者及北平市卫生局局长等人。故北平地方法院开庭数次，并无结果。最后，徐悲鸿出庭同被告杨静波对质，徐悲鸿说：“……区区割痔小症，竟陷年轻体壮的齐先生于死地，杨静波应负杀人之罪，而齐先生正是黑暗时代的牺牲者。”因法官对被告的包庇，直至北平和平解放前，审理仍无结果。北平和平解放，杨静波逃往台湾。
为纪念齐振杞，中国美术学院、北平美术作家协会、国立北平艺专在其逝世三个月后，在国立北平艺专德邻堂举办了齐振杞遗作展览预展及留平画家为齐振杞善后筹款画展。 徐悲鸿为齐振杞遗作展题写了《序言》：“……吾聘至中国美术学院，更觉其任事负责治艺够勤，为人尤坦白爽真可爱。”“故六年以来成稿将五千纸，得油画数百幅，若今年成功之大幅东单地摊，虽置之世界作者之林亦无愧色。” 
齐振杞遗作展目录中包括其油画、水彩画，在100幅展览作品中，包括《长沙大会战》、《胜利之归途》、《小英雄》、《劳动者》，此外还有宣传画、速写190件。为齐振杞善后捐画的画家有徐悲鸿、齐白石、叶浅予、吴作人、李苦禅、李可染等人。
齐振杞案受到北平、天津、上海等大城市新闻媒体的广泛报道，《北平日报》、《华北日报》、《新生报》、《新民报》、《世界日报》、《大公报》、《民强报》都进行了报道。 
1949年北平和平解放后，人民法院重新审理齐振杞案，宣告杨静波败诉，但因杨静波本人已逃往台湾，民事部分著由杨静波在北京的妻子田凤銮从杨静波的财产中赔偿。 